# Centrale nucléaire de Krško
La centrale nucléaire de Krško, est la seule centrale nucléaire construite en Slovénie et elle est située dans la municipalité de Krško, à 78 km à l'est de la capitale slovène Ljubljana et à environ 10 km de la frontière avec la Croatie.

## Description
Le projet de cette centrale nucléaire a été décidé dans les années 1970 à l'époque de la Yougoslavie. Après l'accession à l'indépendance de la Slovénie et de la Croatie en 1991, la centrale a fait l'objet d'un accord de partage de propriété (pour moitié chacune) entre la Slovénie et la Croatie en 2001. Elle est équipée d'un réacteur à eau pressurisée (REP) commandé à la société américaine Westinghouse. La centrale a démarré en 1981 et a été mise en service en 1983 pour une durée de 40 ans. Elle fournit une puissance électrique de 688 MW.
En 2019, cette centrale a fourni 37 % de la production d'électricité de la Slovénie ; sa production est partagée avec la Croatie : elle fournissait en 2015 environ 20 % de l'électricité consommée en Slovénie et 15 % de celle utilisée en Croatie. Elle est coexploitée par la société slovène ELES-GEN et la société croate HEP.
| Nom du réacteur | Type de réacteur | Modèle | Puissance Brute (MW) | Puissance Nette (MW) | Début de construction | Raccordement au réseau | Mise en service commerciale |
| --------------- | ---------------- | ------ | -------------------- | -------------------- | --------------------- | ---------------------- | --------------------------- |
| Krško           | REP              | WH 2LP | 727                  | 688                  | 30/03/1975            | 02/10/1981             | 01/01/1983                  |

## Prolongation de l'exploitation et projet de deuxième réacteur
En 2016, la Slovénie et la Croatie, qui se partagent à parts égales la production électrique de la centrale, ont décidé de prolonger son exploitation jusqu'en 2043. En 2018, il a fourni 20 % des besoins en électricité de la Slovénie et 15 % de ceux de la Croatie. Le 22 août 2019, à l’occasion d’une visite de la centrale de Krško, le premier ministre slovène, Marjan Sarec, s'est dit favorable à un projet de construction d'un deuxième réacteur nucléaire, pour répondre aux besoins énergétiques croissants du pays et réduire sa dépendance aux énergies fossiles.

## Incident du 4 juin 2008
Le 4 juin 2008, le personnel de la centrale a détecté une fuite sur le circuit primaire du système de refroidissement du réacteur. Le réacteur en question a été mis à l'arrêt et la fuite contenue dans l'enceinte de confinement. Selon les autorités slovènes, il n'y a pas eu de fuite de matériaux radioactifs dans l'environnement ni d'altération du combustible nucléaire,.
À la suite de cet incident, la Commission européenne a déclenché le système d'alerte européen sur les risques radioactifs (ECURIE).
Selon Josef Pröll, le ministre fédéral autrichien de l'environnement, dont le pays est situé à moins de 100 km de la centrale, les autorités slovènes ont tout d'abord signalé l'incident comme un « exercice » et non comme une panne réelle. Le ministre slovène de l'Environnement, Janez Podobnik, a reconnu que l'incident a été signalé par erreur comme un « test ». D'autre part, de nombreux Croates habitants près de la centrale se sont plaints d'avoir appris la nouvelle de l'incident par des médias étrangers et des expatriés, en raison d'une absence d'information officielle de la part des autorités croates.
L’ASN a été informée, le 4 juin 2008 à 17 h 38 par le Système de notification de l’Union européenne, de la survenance d’un incident, à 15 h 07 à la centrale nucléaire de Krško. L’ASN a contacté le responsable de l’Autorité de sûreté nucléaire slovène (SNSA). Celui-ci a fourni les informations suivantes :
- une fuite d’un débit de 2,4 m3/h s’est produite sur le circuit primaire principal du réacteur en fonctionnement à pleine puissance ;
- la fuite est contenue dans l’enceinte de confinement ;
- il n’y a pas de rejet dans l’environnement ;
- le réacteur a été immédiatement mis à l’arrêt conformément aux procédures normales ;
- les investigations menées par l’exploitant ont permis de localiser la fuite sur un joint d’une pompe primaire ;
- la mise en place d’une organisation d’urgence n’a pas été jugée nécessaire ;
- la réparation nécessitera plusieurs jours.

L’enquête menée à la suite de l’accident a montré que la fuite provenait bien d’une pompe primaire. De par son faible débit, il n’y a pas eu de recours à l’arrêt d’urgence et aucun système de sauvegarde n'a été mis en route. La fuite a été entièrement confinée dans le bâtiment réacteur et aucun rejet extérieur n’est à signaler. 
Cet incident a été classé niveau 0 sur l’échelle INES par l’Autorité de sûreté nucléaire slovène. Le réacteur a été redémarré le 9 juin 2008 après réparation.

## Incident de novembre 2011
Fin octobre 2011, l’agence de sûreté nucléaire tchèque a donné l’alerte : plusieurs des stations de surveillance de ce pays ont détecté des particules radioactives d'iode-131. Selon l’AIEA, de très faibles niveaux d'iode-131 radioactive ont été détectés en République tchèque et « ailleurs » en Europe.
En novembre 2011, selon le site European Radiological Data Exchange Platform, des rejets d’iode-131, de césium-134 de césium-137 ont eu lieu depuis la centrale de Krško.